# Aspet
Aspet ist eine französische Gemeinde mit 914 Einwohnern (Stand 1. Januar 2022) im Département Haute-Garonne in der Region Okzitanien (zuvor Midi-Pyrénées); sie gehört zum Arrondissement Saint-Gaudens und zum Kanton Bagnères-de-Luchon.

## Geographie
Der Ort liegt am Fuß der Pyrenäen in der Landschaft und historischen Provinz Comminges, etwa 15 Kilometer südöstlich von Saint-Gaudens, am rechten Ufer des Flusses Ger.

## Geschichte
Aspet wurde im 11. Jahrhundert erstmals erwähnt und damals noch Spel (1068), später dann Espel genannt. Im Jahr 1068 wurde auch der erste Seigneur d’Aspet genannt, Ramon-At(hon). Arnaud II. d’Aspet nahm 1190 am Dritten Kreuzzug teil. Im 15. Jahrhundert ging die Baronie auf die Familie Coarraze über, später an die Grafen von Foix aus dem Haus Comminges. Deren Erbe, König Heinrich IV., fügte Aspet in die Domaine royal ein.

## Bevölkerungsentwicklung
| Jahr                       | 1962 | 1968 | 1975 | 1982 | 1990 | 1999 | 2011 | 2020 |
| Einwohner                  | 1065 | 1186 | 1229 | 962  | 986  | 923  | 953  | 888  |
| Quellen: Cassini und INSEE |      |      |      |      |      |      |      |      |

## Sehenswürdigkeiten
- Kirche Saint-Martin, erbaut im 14. Jahrhundert
- Kirche Saint-Préjet im Ortsteil Girosp
- Kirche Sainte-Eugénie im Ortsteil Gouillou
- Kapelle der Jungfrau Miegecoste
- Brunnen aus dem 15./16. Jahrhundert

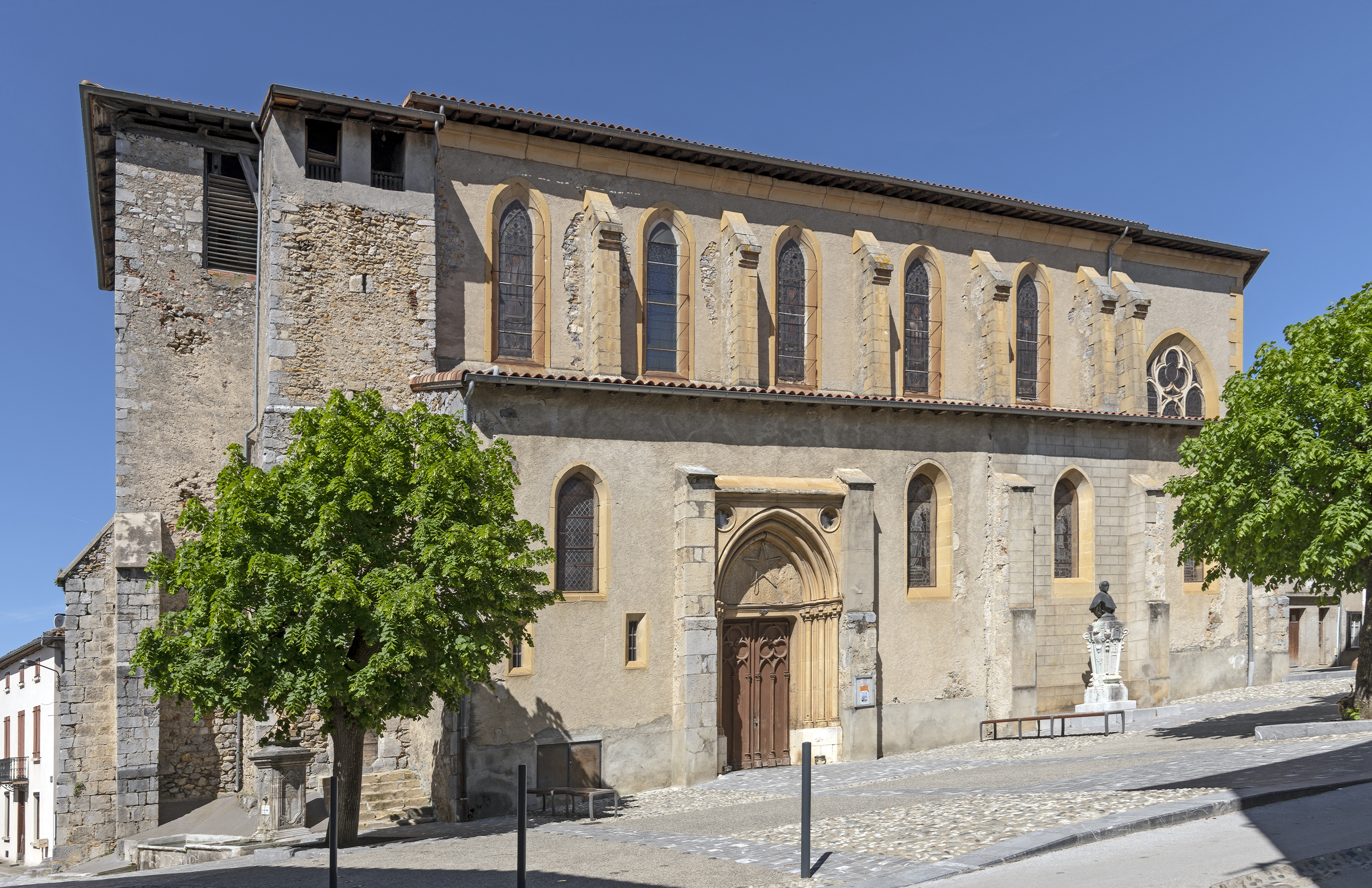
Kirche Saint-Martin
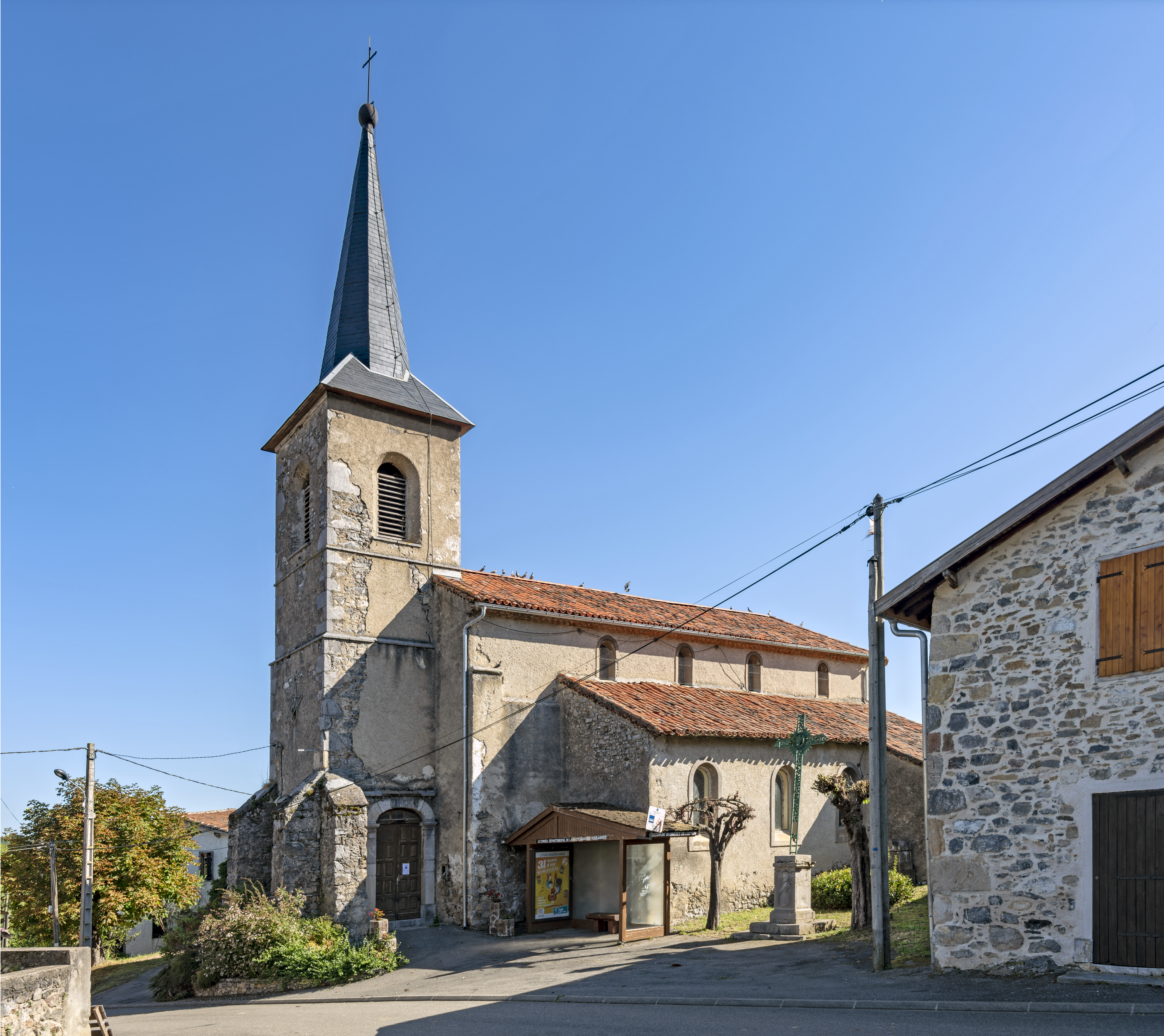
Kirche Saint-Préjet
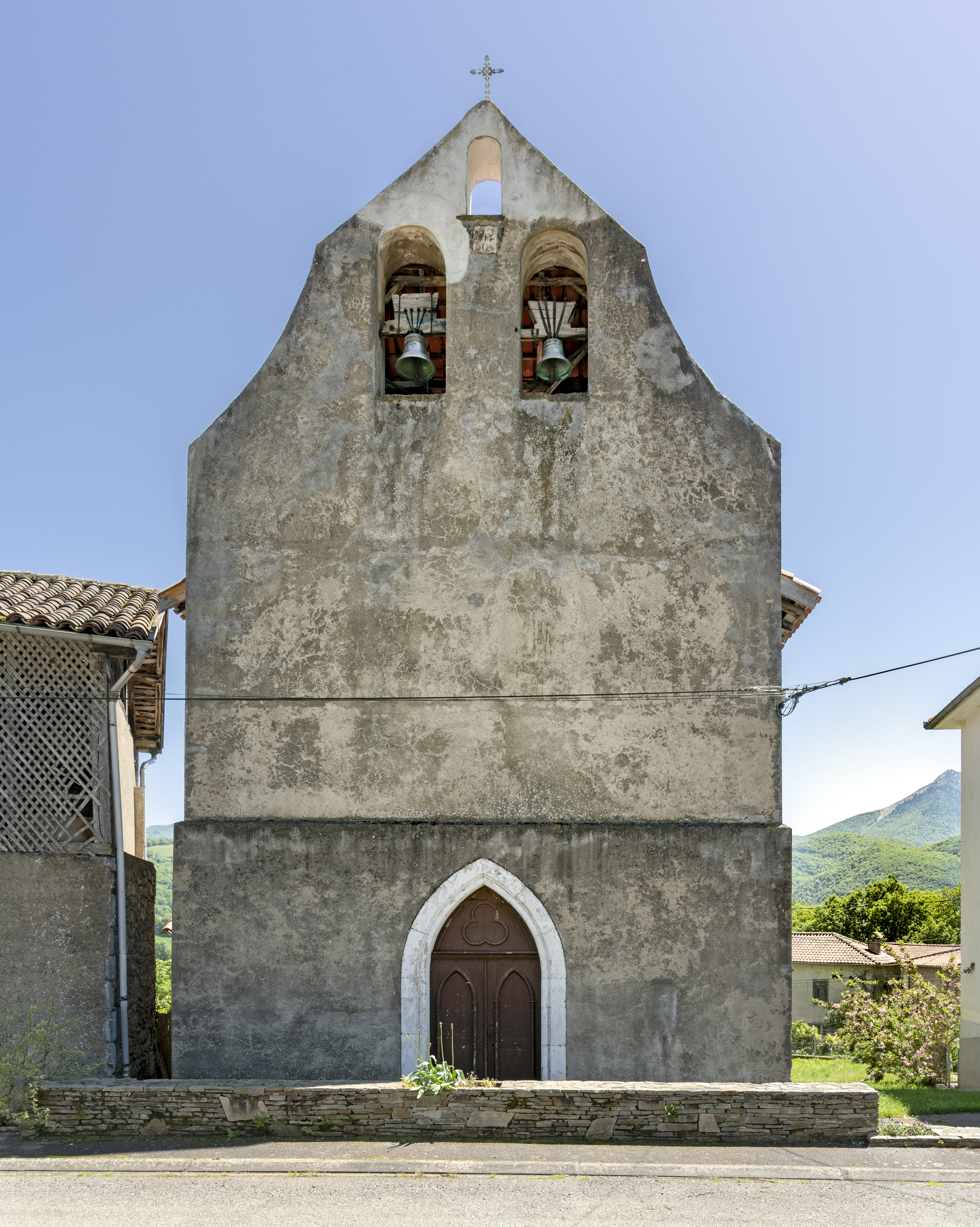
Kirche Sainte-Eugénie
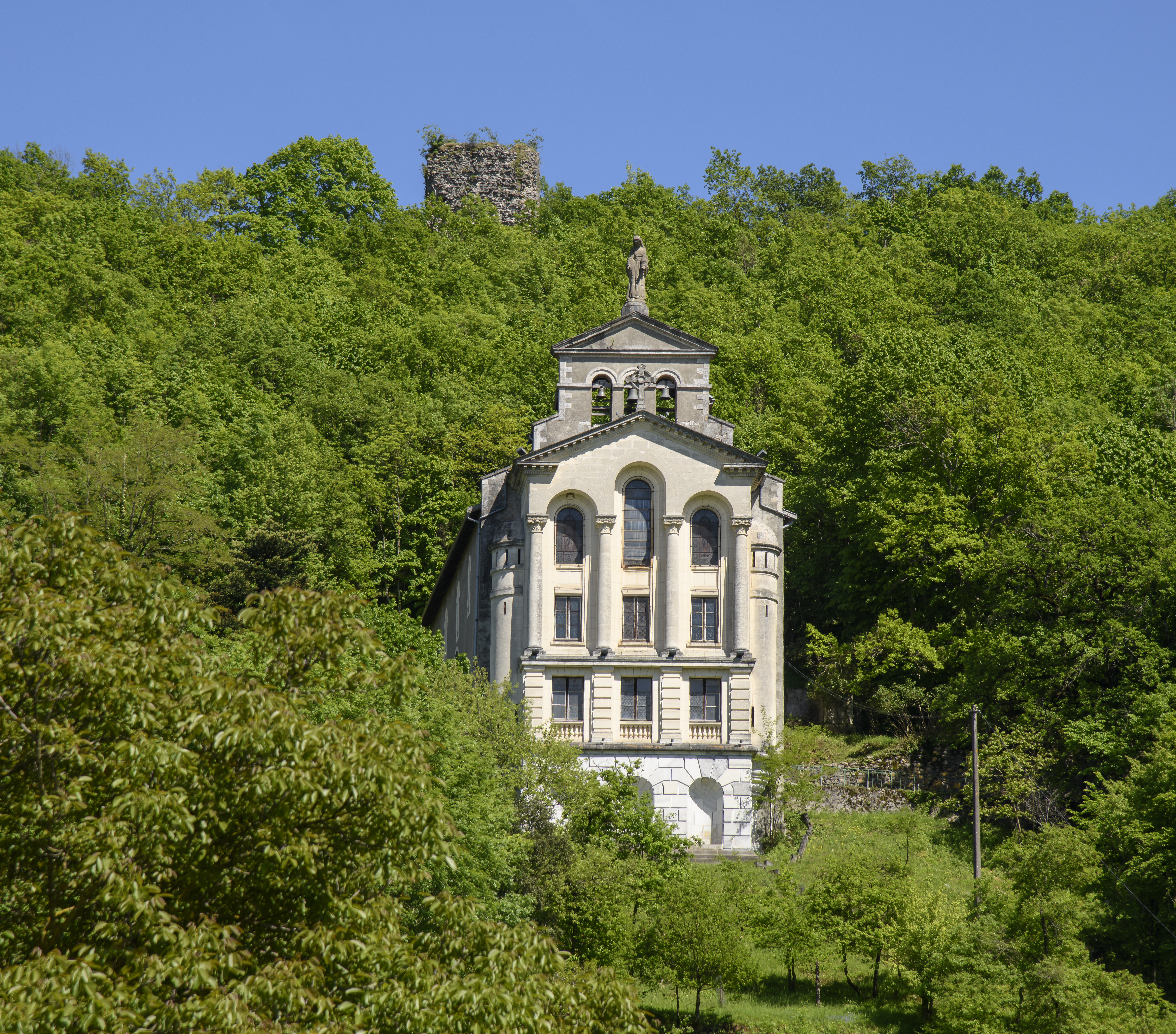
Kapelle der Jungfrau
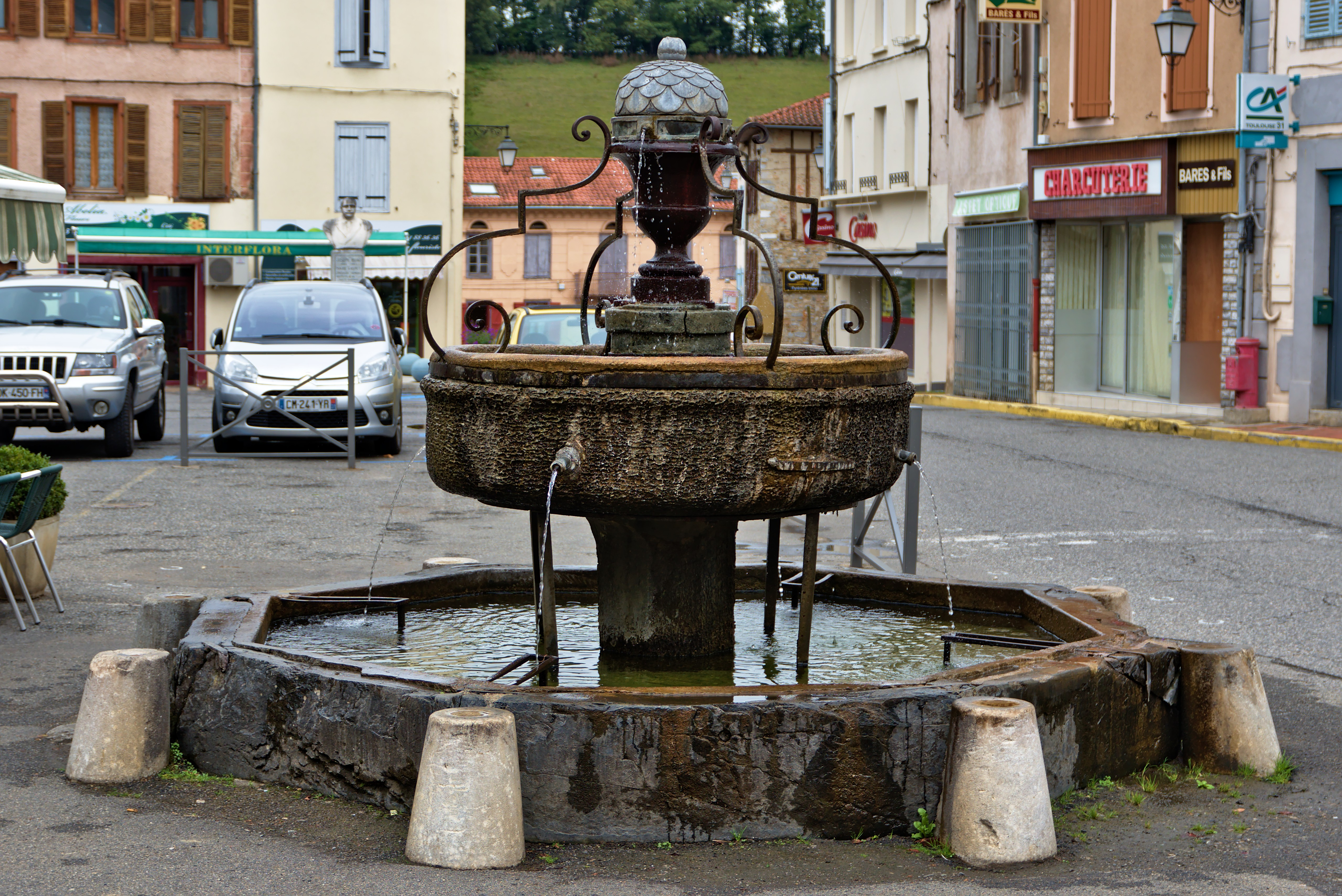
Brunnen

## Persönlichkeiten
- Jean-Louis Georgelin (1948–2023), Generalstabschef der französischen Streitkräfte
- Augustus Saint-Gaudens (1848–1907), Bildhauer, Sohn eines Schusters aus Aspet
- Guillaume-Marie-Romain Sourrieu (1825–1899), Erzbischof von Rouen und Kardinal

Von 1900 bis 1912 war Joseph Ruau (1865–1923) Bürgermeister des Ortes. Ruau war französischer Landwirtschaftsminister und ihm wird ein wesentlicher Teil der Ortsentwicklung zugeschrieben.